# Yi Hae-won
Yi Hae-won o Lee Hae-won (이해원?, 李海瑗?, I Hae-wonLR, I Hae-wŏnMR; Keijō, 24 aprile 1919 – Hanam, 8 febbraio 2020) è stata una principessa coreana. Secondogenita del principe imperiale Ui, a sua volta quinto figlio dell'imperatore Gojong di Corea, è stata uno dei pretendenti al titolo di legittimo erede al trono della casa imperiale coreana, insieme al nipote Yi Won.

## Biografia
Yi Hae-won nacque il 24 aprile 1919 nel palazzo Sadong a Keijō (Seul), residenza ufficiale della sua famiglia, e crebbe nel palazzo Unhyeon. Dopo essersi diplomata alla Kyunggi Girls' High School, nel 1937 sposò il figlio di un uomo benestante originario della provincia del Chungcheong, Yi Seung-gyu, dal quale ebbe tre figli maschi e una figlia. Seung-gyu venne rapito e portato in Corea del Nord durante la Guerra di Corea, dopodiché se ne persero le tracce.
Alla morte di Yi Ku il 16 luglio 2005, i membri della Jeonju Lee Royal Family Members Foundation scelsero il suo figlio adottivo, Yi Won, come capofamiglia, conferendogli il titolo di principe ereditario imperiale di Corea. Yi Hae-won, che era cugina di Yi Ku, contestò la nomina, fondò l'Imperial Family Association of Daehanjeguk e, in una cerimonia privata organizzata il 29 settembre 2006, si auto-incoronò "imperatrice di Corea". Stando alle dichiarazioni di uno dei suoi fratellastri, Yi Seok, anch'egli tra i pretendenti al trono, la cerimonia non era stata approvata dagli altri membri stretti della famiglia reale.
Yi Hae-won morì centenaria l'8 febbraio 2020 nella sua casa di Hanam, provincia del Gyeonggi.

## Discendenza
Yi Hae-won e Yi Seung-gyu hanno avuto quattro figli.
- Yi Jin-hyu (24 gennaio 1941) (14 novembre 1948). Sposa Yi Ae-seon.
- Yi Jin-wang (14 novembre 1945-dicembre 2019). Sposa Park Jong-mi.
- Yi Jin-hu (11 settembre 1947-1994)
- Yi Jin-hong (24 luglio 1949)

## Ascendenza
|                                |  |                  | Genitori |  |  | Nonni           |  |  | Bisnonni            |  |
|                                |  |                  |          |  |  | Gojong di Corea |  |  | Heungseon Daewongun |  |
|                                |  |                  |          |  |  | Gojong di Corea |  |  | Heungseon Daewongun |  |
|                                |  | Sunmok Budaebuin |          |  |  | Gojong di Corea |  |  |                     |  |
| Yi Kang, principe imperiale Ui |  |                  |          |  |  | Gojong di Corea |  |  |                     |  |
|                                |  | Gwi-in Jang      |          |  |  |                 |  |  |                     |  |
|                                |  |                  |          |  |  |                 |  |  |                     |  |
|                                |  |                  |          |  |  |                 |  |  |                     |  |
| Yi Hae-won                     |  |                  |          |  |  |                 |  |  |                     |  |
|                                |  |                  |          |  |  |                 |  |  |                     |  |
|                                |  |                  |          |  |  |                 |  |  |                     |  |
|                                |  |                  |          |  |  |                 |  |  |                     |  |
| Yi Hui-chun                    |  |                  |          |  |  |                 |  |  |                     |  |
|                                |  |                  |          |  |  |                 |  |  |                     |  |
|                                |  |                  |          |  |  |                 |  |  |                     |  |
|                                |  |                  |          |  |  |                 |  |  |                     |  |
|                                |  |                  |          |  |  |                 |  |  |                     |  |